# Выбор критиков (кинопремия, 2020)
25-я церемония премии «Выбор критиков» состоялась 12 января 2020 года в Baker Hangar в аэропорту Санта-Моники, Калифорния. Ведущим церемонии был американский актёр и продюсер Тэй Диггз. Номинанты были объявлены 8 декабря 2019.

## Победители и номинанты

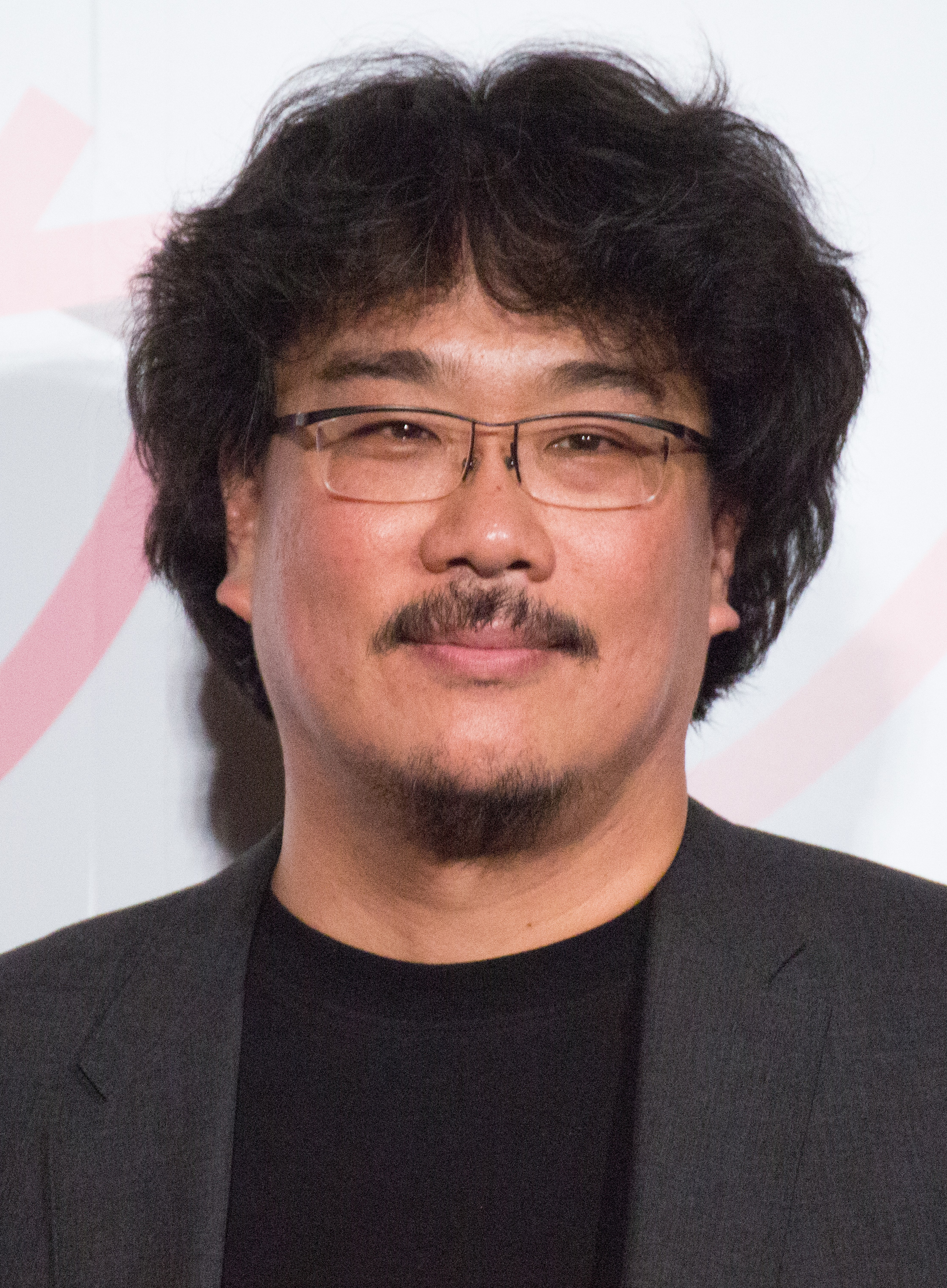
Пон Чжун Хо, лучший режиссёр

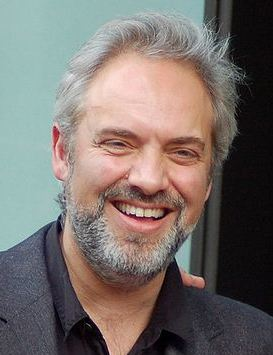
Сэм Мендес, лучший режиссёр

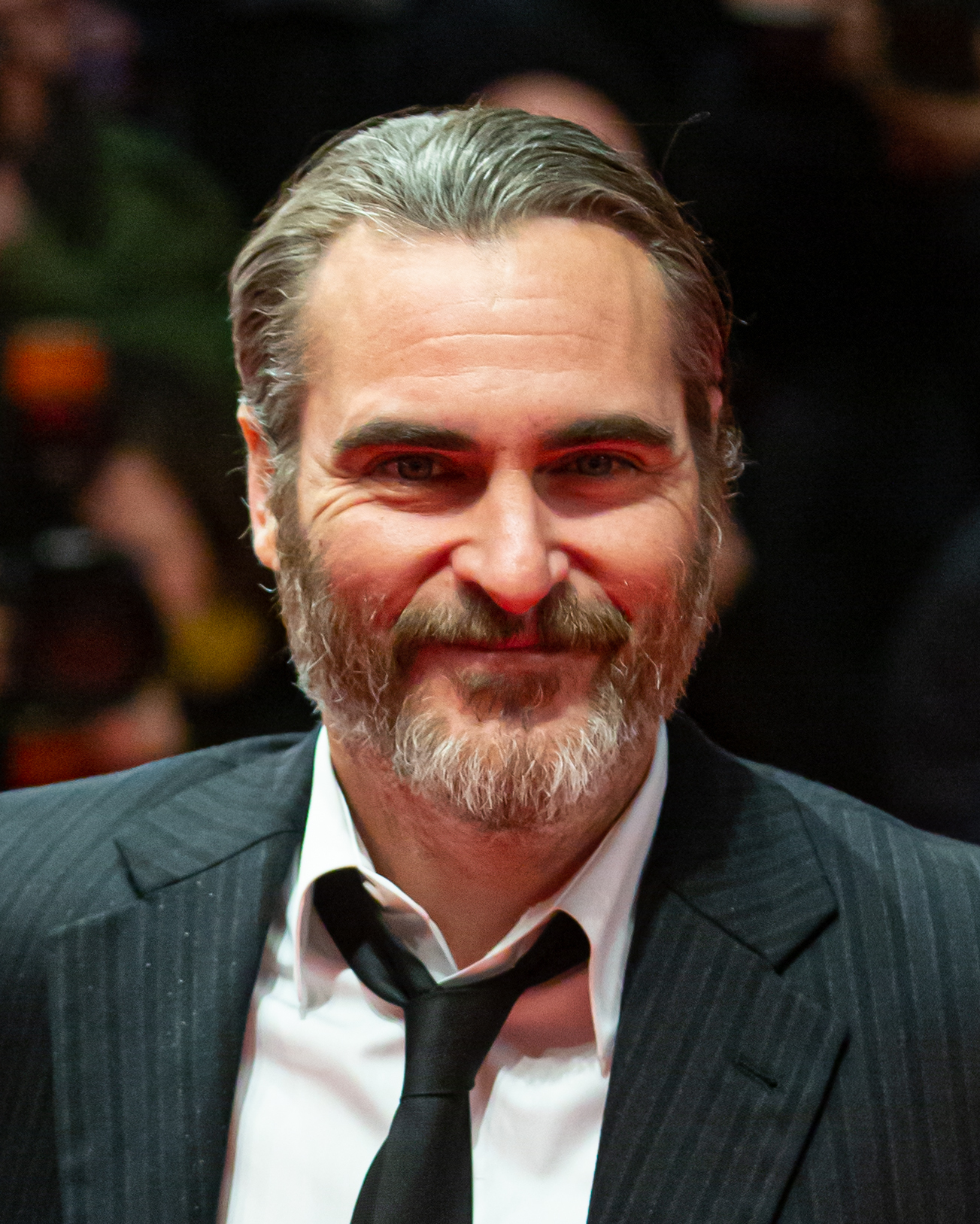
Хоакин Феникс, лучшая мужская роль

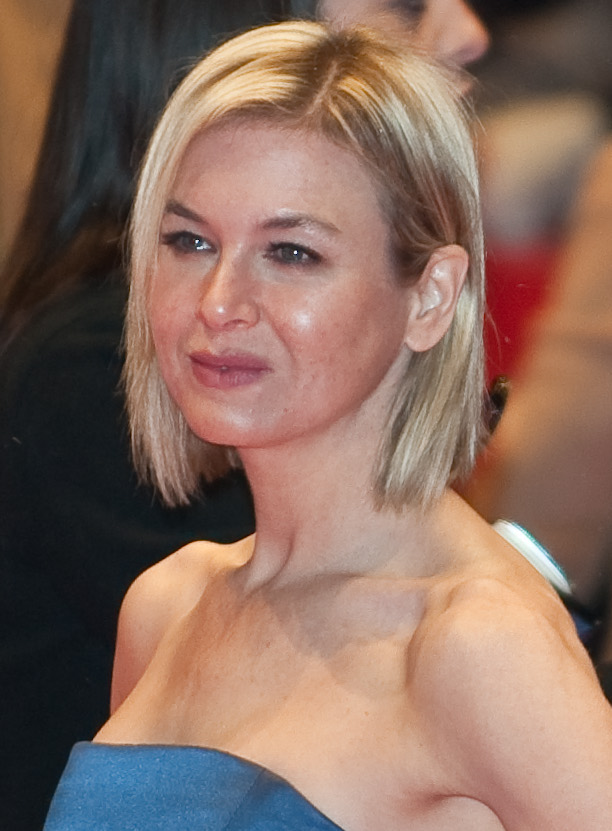
Рене Зеллвегер, лучшая женская роль

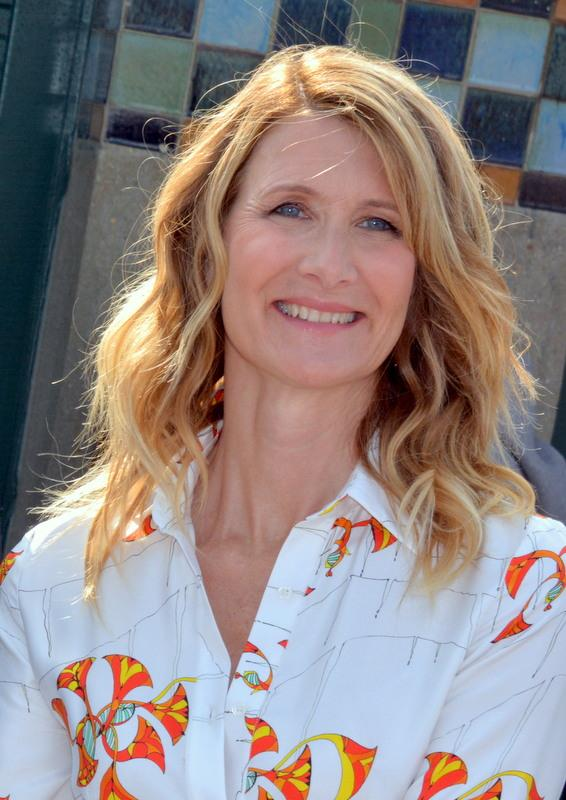
Лора Дерн, лучшая женская роль второго плана

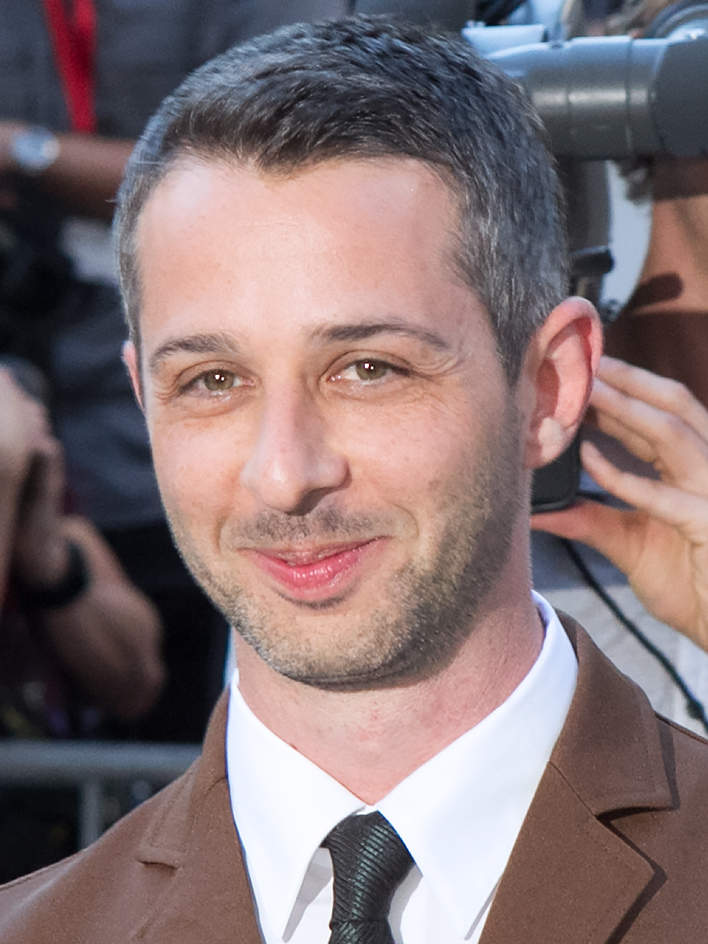
Джереми Стронг, лучшая мужская роль в драматическом сериале

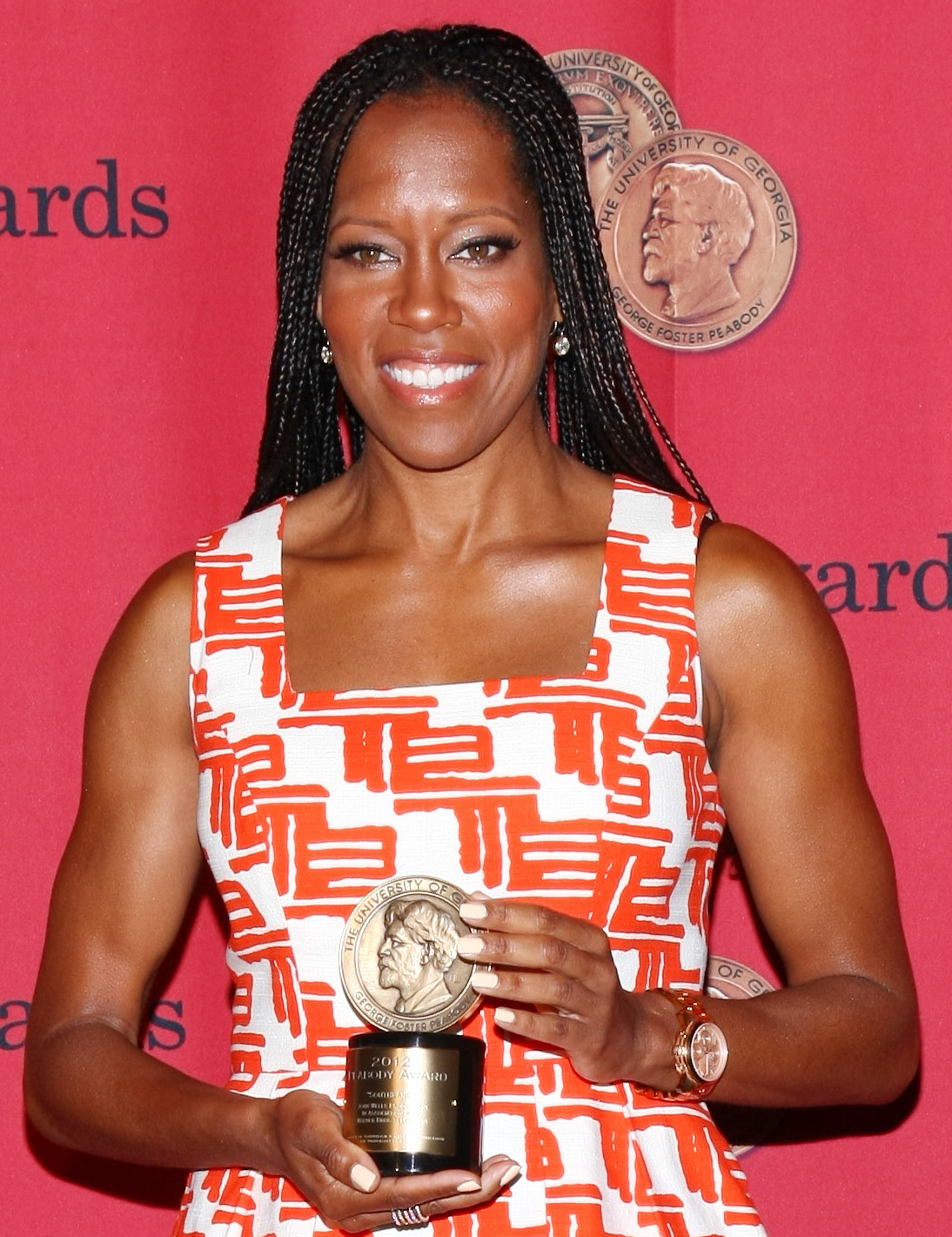
Реджина Кинг, лучшая женская роль в драматическом сериале

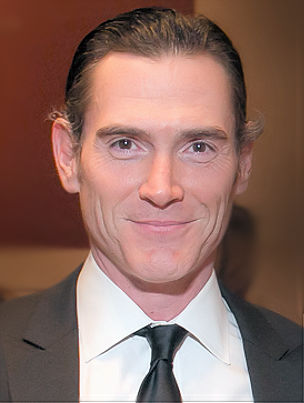
Билли Крудап, лучшая мужская роль второго плана в драматическом сериале

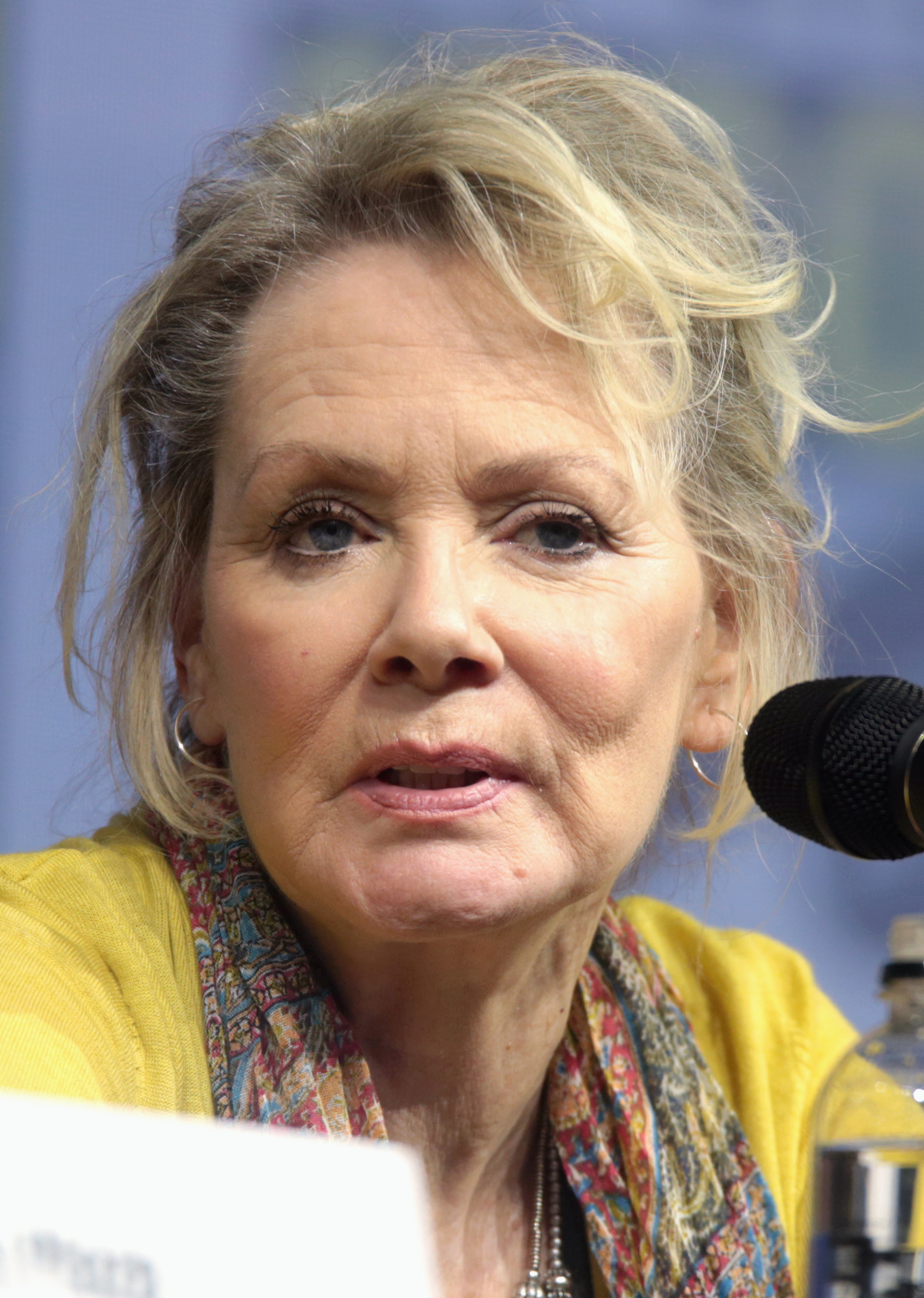
Джин Смарт, лучшая женская роль второго плана в драматическом сериале

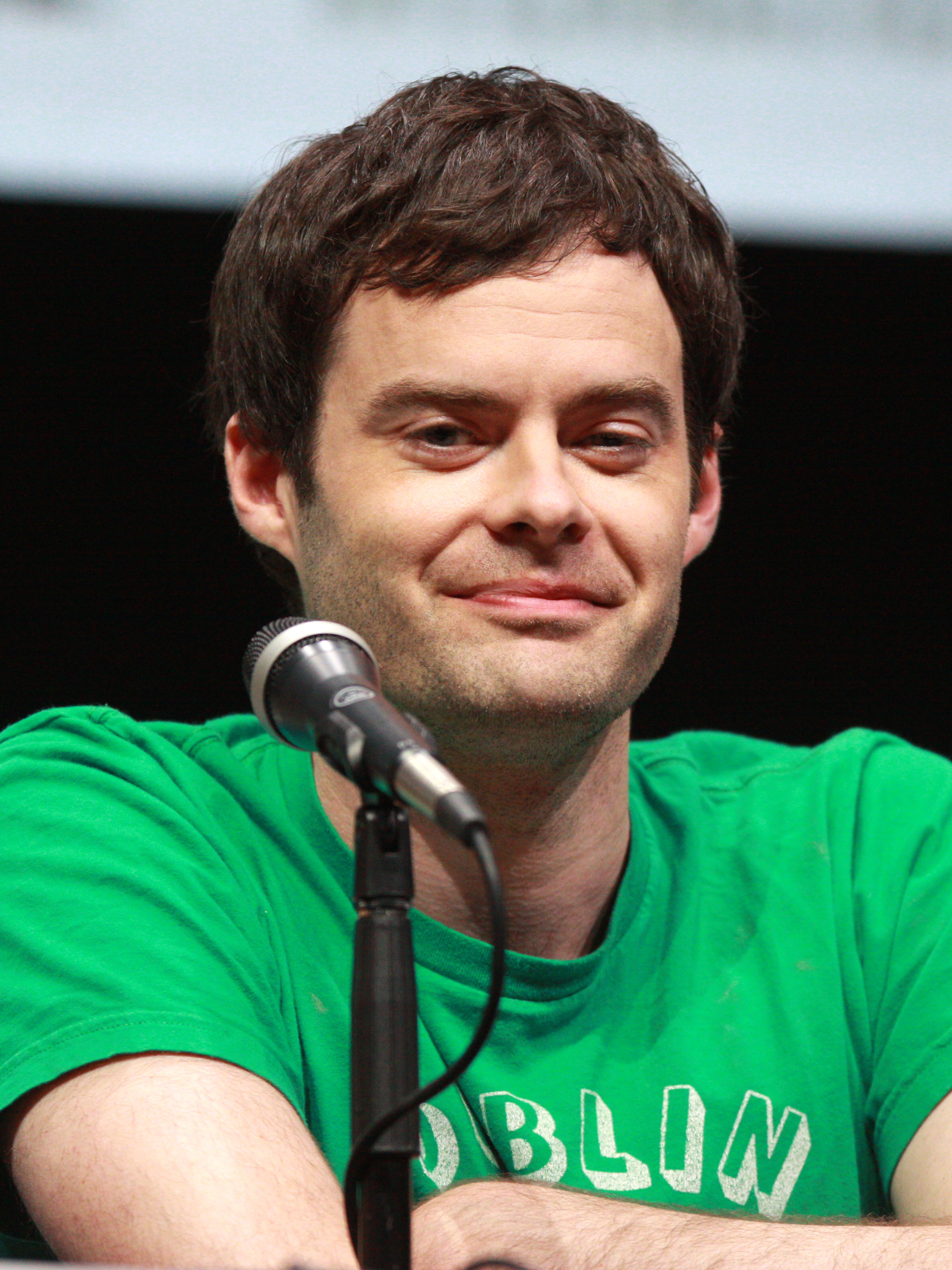
Билл Хейдер, лучшая мужская роль в комедийном сериале

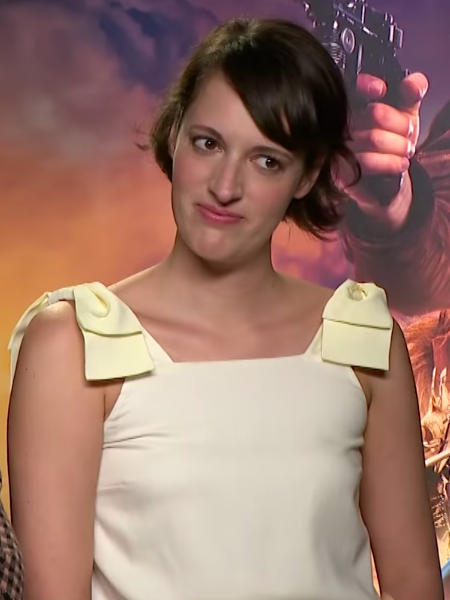
Фиби Уоллер-Бридж, лучшая женская роль в комедийном сериале

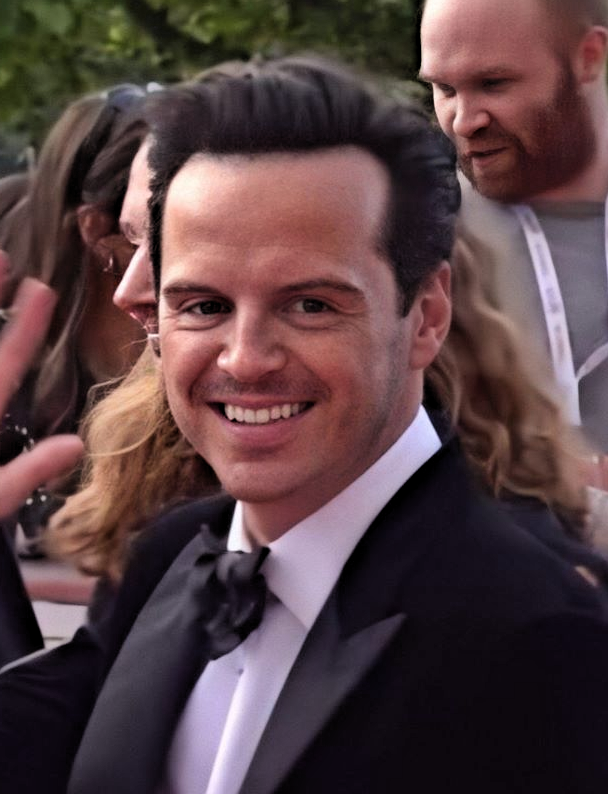
Эндрю Скотт, лучшая мужская роль второго плана в комедийном сериале

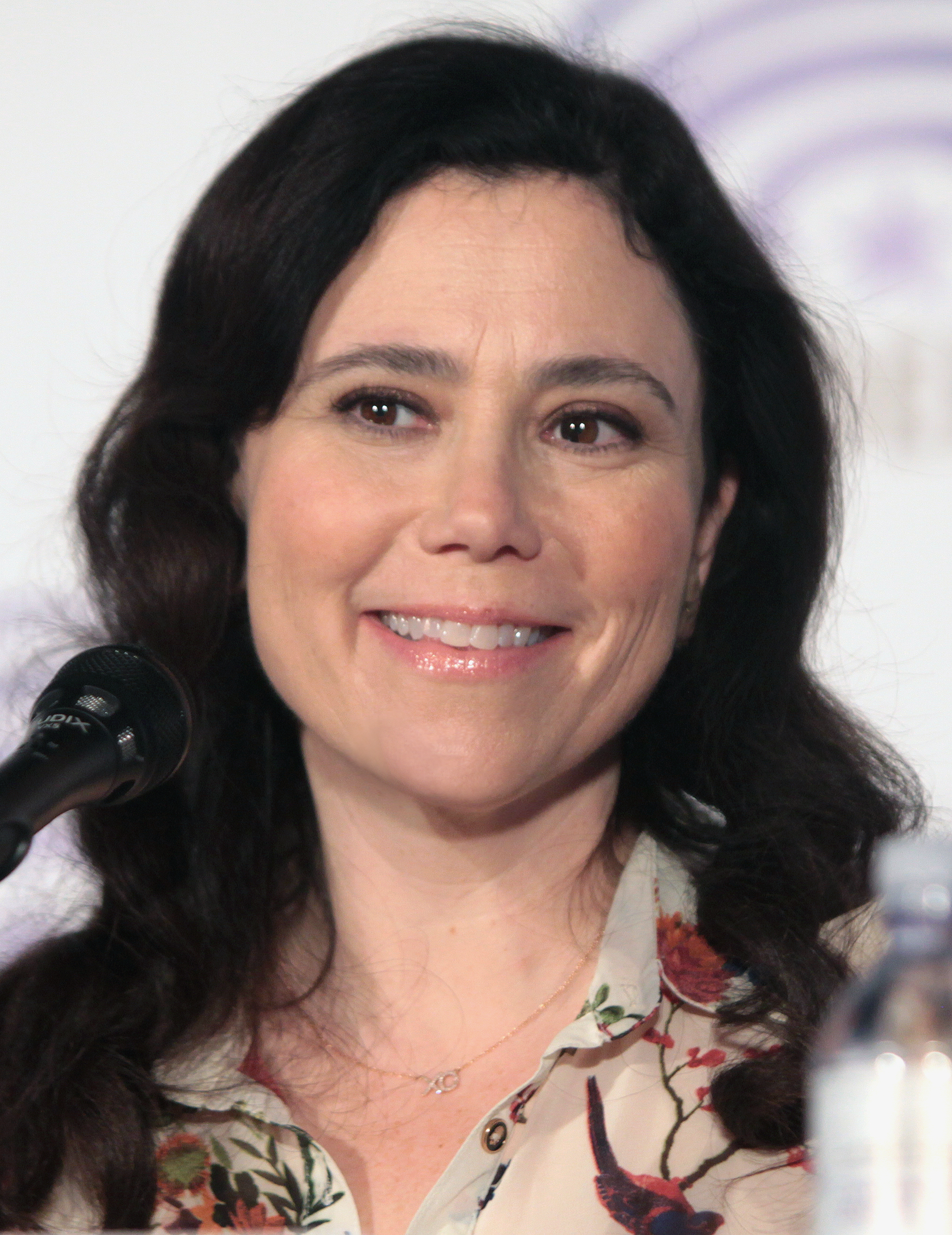
Алекс Борштейн, лучшая женская роль второго плана в комедийном сериале

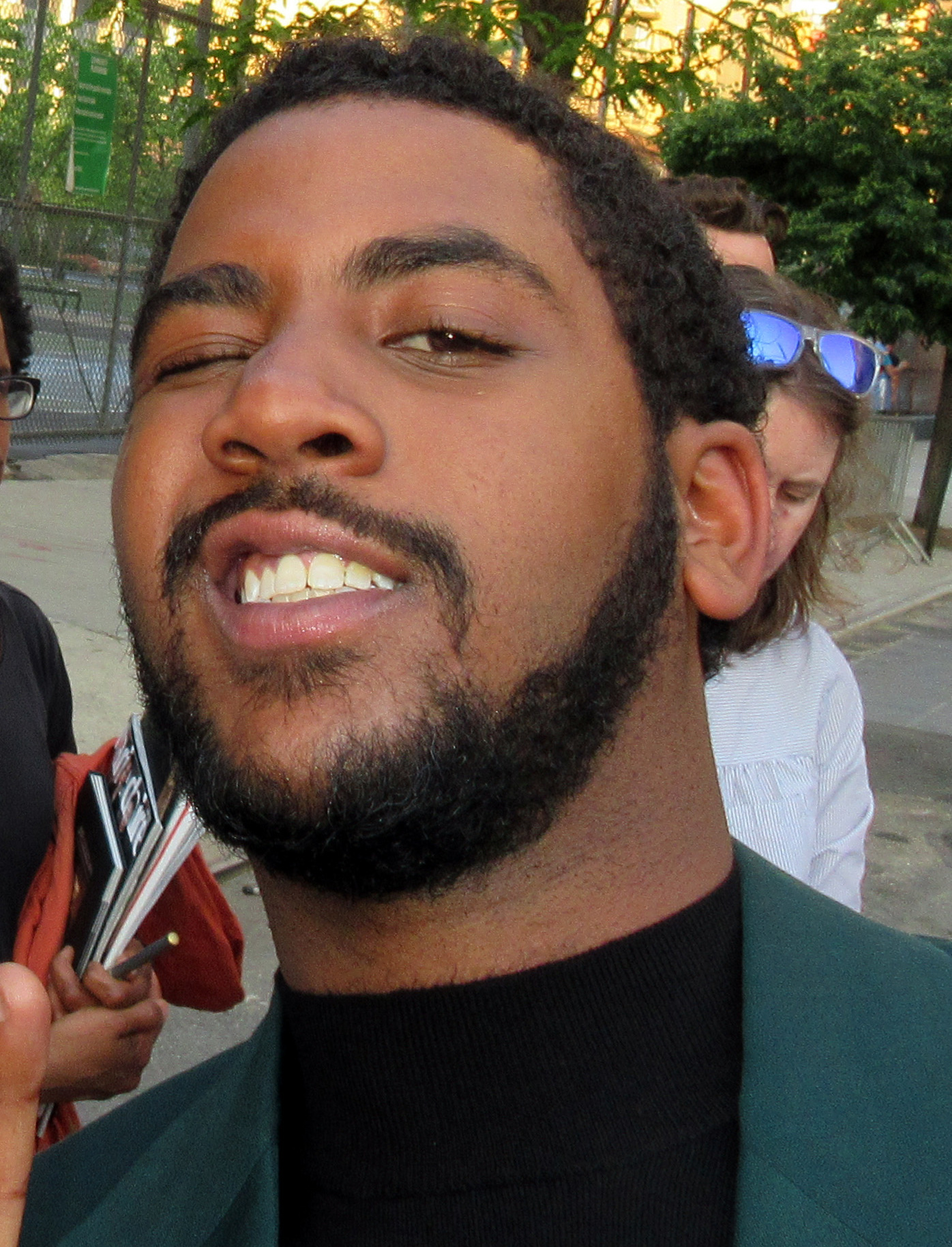
Джаррель Джером, лучшая мужская роль в мини-сериале

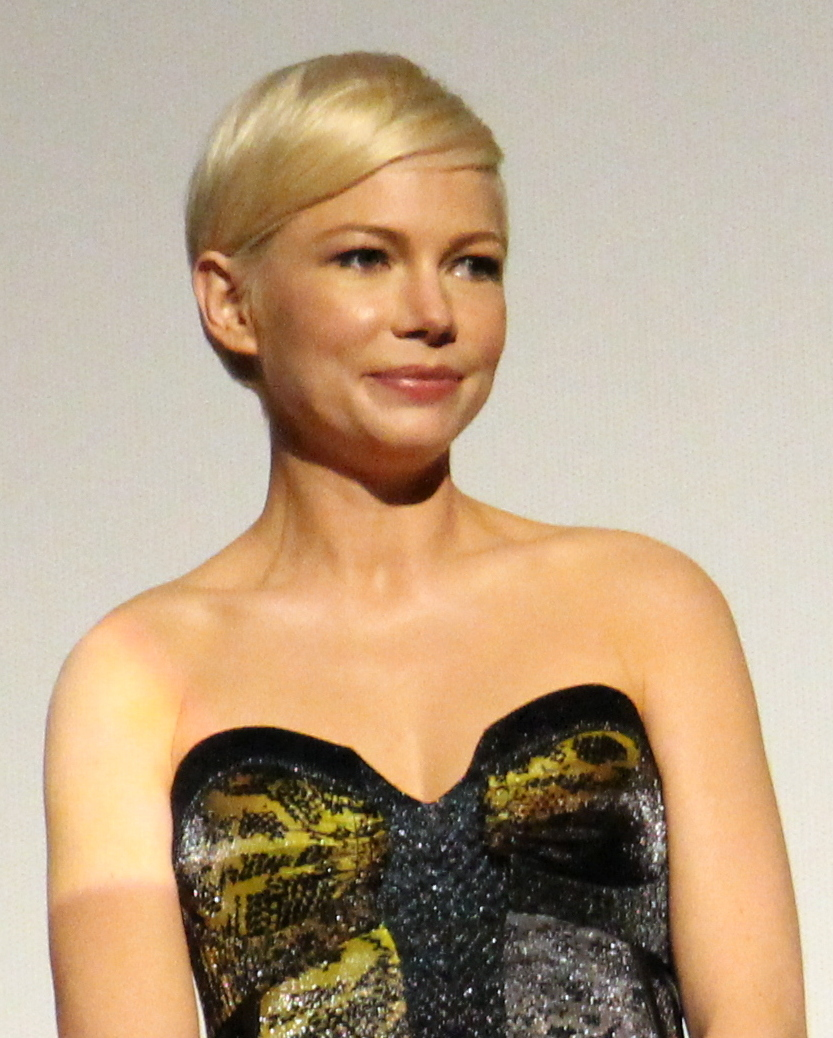
Мишель Уильямс, лучшая женская роль в мини-сериале

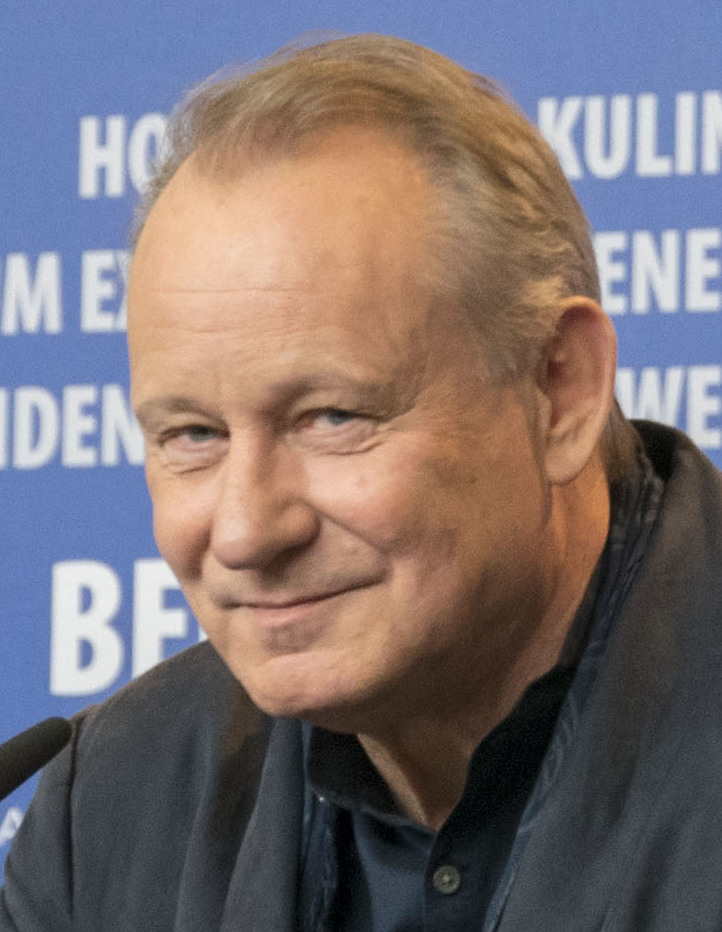
Стеллан Скарсгард, лучшая мужская роль второго плана в мини-сериале

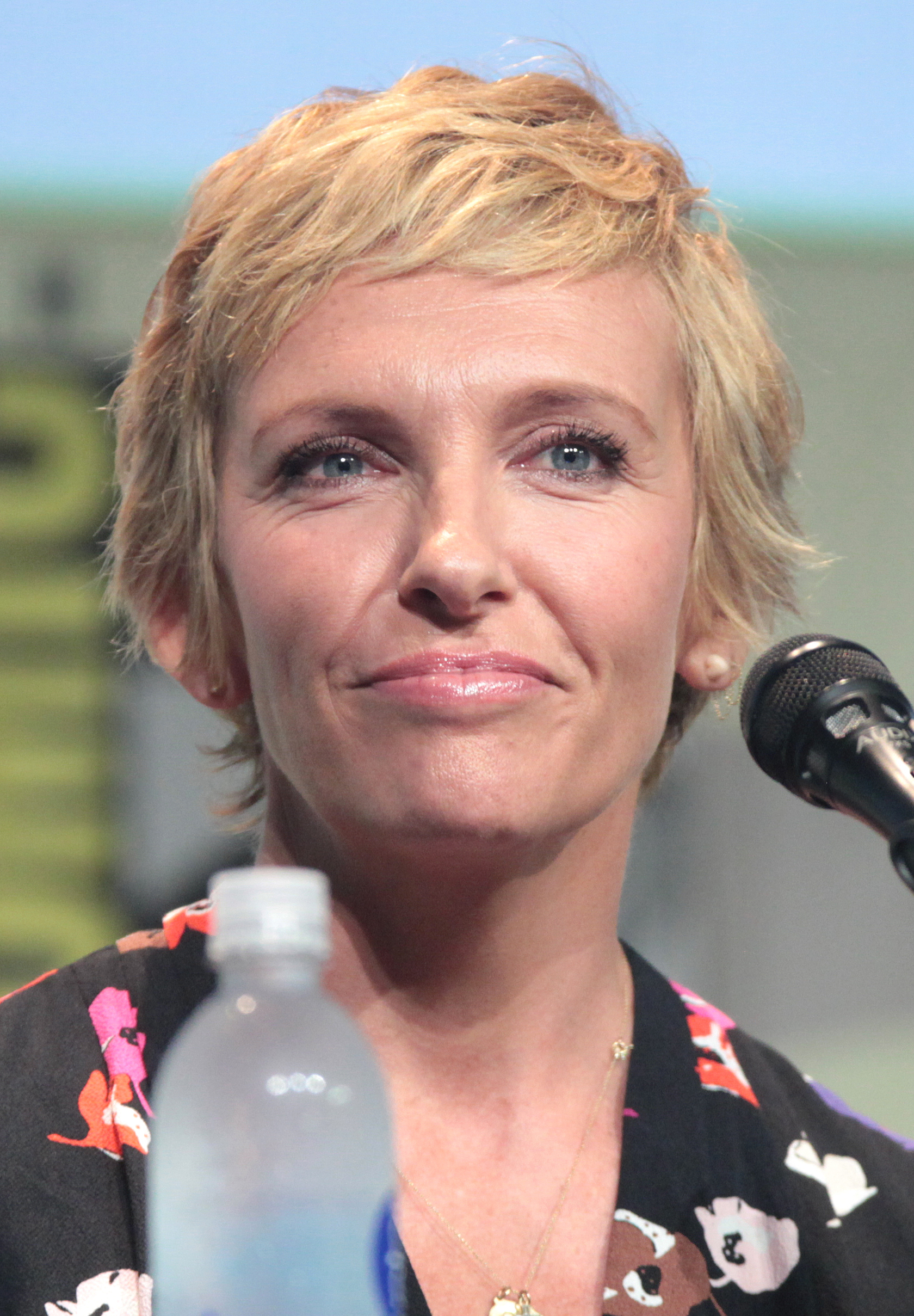
Тони Коллетт, лучшая женская роль второго плана в мини-сериале

| ЛУЧШИЙ ФИЛЬМ Однажды в… Голливуде - 1917 - Ford против Ferrari - Брачная история - Джокер - Ирландец - Кролик Джоджо - Маленькие женщины - Неогранённые алмазы - Паразиты | ЛУЧШИЙ РЕЖИССЁР Пон Джун Хо — «Паразиты» и Сэм Мендес — «1917» - Ноа Баумбак — «Брачная история» - Грета Гервиг — «Маленькие женщины» - Бенни и Джош Сэфди — «Неогранённые алмазы» - Марин Скорсезе — «Ирландец» - Квентин Тарантино — «Однажды в… Голливуде»                                                                                               |
| ЛУЧШАЯ МУЖСКАЯ РОЛЬ Хоакин Феникс — «Джокер» - Антонио Бандерас — «Боль и слава» - Леонардо ДиКаприо — «Однажды в… Голливуде» - Адам Драйвер — «Брачная история» - Эдди Мёрфи — «Меня зовут Долемайт» - Роберт Де Ниро — «Ирландец» - Адам Сэндлер — «Неогранённые алмазы»   | ЛУЧШАЯ ЖЕНСКАЯ РОЛЬ Рене Зеллвегер — «Джуди» - Аквафина — «Прощание» - Скарлетт Йоханссон — «Брачная история» - Лупита Нионго — «Мы» - Сирша Ронан — «Маленькие женщины» - Шарлиз Терон — «Скандал» - Синтия Эриво — «Гарриет» |
| ЛУЧШАЯ МУЖСКАЯ РОЛЬ ВТОРОГО ПЛАНА Брэд Питт — «Однажды в… Голливуде» - Уиллем Дефо — «Маяк» - Аль Пачино — «Ирландец» - Джо Пеши — «Ирландец» - Энтони Хопкинс — «Два папа» - Том Хэнкс — «Прекрасный день по соседству»                                                     | ЛУЧШАЯ ЖЕНСКАЯ РОЛЬ ВТОРОГО ПЛАНА Лора Дерн — «Брачная история» - Скарлетт Йоханссон — «Кролик Джоджо» - Дженнифер Лопес — «Стриптизёрши» - Флоренс Пью — «Маленькие женщины» - Марго Робби — «Скандал» - Чжоу Шучжэнь — «Прощание» |
| ЛУЧШИЙ МОЛОДОЙ АРТИСТ Роман Гриффин Дэвис — «Кролик Джоджо» - Джулия Баттерз — «Однажды в… Голливуде» - Шахади Райт Джозеф — «Мы» - Ноа Джуп — «Милый мальчик» - Арчи Йейтс — «Кролик Джоджо» - Томасин МакКензи — «Кролик Джоджо»                                           | ЛУЧШИЙ АКТЁРСКИЙ АНСАМБЛЬ Ирландец - Брачная история - Достать ножи - Маленькие женщины - Однажды в… Голливуде - Паразиты - Скандал |
| ЛУЧШИЙ ОРИГИНАЛЬНЫЙ СЦЕНАРИЙ Квентин Тарантино — «Однажды в… Голливуде» - Ноа Баумбах — «Брачная история» - Лулу Ванг — «Прощание» - Райан Джонсон — «Достать ножи» - Пон Чжун Хо и Хан Джин Вон — «Паразиты»                                                                | ЛУЧШИЙ АДАПТИРОВАННЫЙ СЦЕНАРИЙ Грета Гервиг — «Маленькие женщины» - Тайка Вайтити — «Кролик Джоджо» - Стивен Заиллян — «Ирландец» - Энтони Маккартен — «Два Папы» - Тодд Филлипс и Скотт Сильвер — «Джокер» - Мика Фитцерман-Блю и Ной Харпстер — «Прекрасный день по соседству»                                                                            |
| ЛУЧШИЙ АНИМАЦИОННЫЙ ФИЛЬМ История игрушек 4 - Как приручить дракона 3 - Потерянное звено - Холодное сердце 2 - Эверест - Я потеряла своё тело | ЛУЧШИЙ ЭКШН-ФИЛЬМ Мстители: Финал - 1917 - Ford против Ferrari - Джон Уик 3 - Человек-паук: Вдали от дома |
| ЛУЧШИЙ НАУЧНО-ФАНТАСТИЧЕСКИЙ ФИЛЬМ ИЛИ ХОРРОР Мы - К звёздам - Мстители: Финал - Солнцестояние | ЛУЧШАЯ КОМЕДИЯ Меня зовут Долемайт - Кролик Джоджо - Достать ножи - Образование - Прощание |
| ЛУЧШИЙ ФИЛЬМ НА ИНОСТРАННОМ ЯЗЫКЕ Паразиты (기생충) — Южная Корея - Атлантика (Atlantique) — Франция/Сенегал - Боль и слава (Dolor y gloria) — Испания - Портрет девушки в огне (Portrait de la jeune fille en feu) — Франция - Отверженные (Les Misérables) — Франция       | ЛУЧШАЯ РАБОТА ХУДОЖНИКА-ПОСТАНОВЩИКА Барбара Линг и Нэнси Хэй — «Однажды в… Голливуде» - Донал Вудс и Джина Кромуэлл — «Аббатство Даунтон» - Деннис Гасснер и Ли Сандалес — «1917» - Джесс Гончор и Клер Кауфман — «Маленькие женщины» - Ли Ха Джун и Чо Вон У — «Паразиты» - Марк Фридберг и Крис Моран — «Джокер» - Боб Шоу и Реджина Грейвз — «Ирландец» |
| ЛУЧШАЯ ОПЕРАТОРСКАЯ РАБОТА Роджер Дикинс — «1917» - Джарин Блашке — «Маяк» - Фидон Папамайкл — «Ford против Ferrari» - Родриго Прието — «Ирландец» - Роберт Ричардсон — «Однажды в… Голливуде» - Лоуренс Шер — «Джокер»                                                      | ЛУЧШИЙ ДИЗАЙН КОСТЮМОВ Рут Э. Картер — «Меня зовут Долемайт» - Джулиан Дэй — «Рокетмен» - Жаклин Дюрран — «Маленькие женщины» - Сэнди Пауэлл и Кристофер Питерсон — «Ирландец» - Анна Роббинс — «Аббатство Даунтон» - Арианна Филлипс — «Однажды в… Голливуде»                                                                                              |
| ЛУЧШИЙ МОНТАЖ Ли Смит — «1917» - Эндрю Бакленд и Майкл Маккаскер — «Ford против Ferrari» - Рональд Бронштейн, Бенни Сэфди — «Неогранённые алмазы» - Ян Джин Мо — «Паразиты» - Фред Раскин — «Однажды в… Голливуде» - Тельма Скунмейкер — «Ирландец»                          | ЛУЧШИЙ ГРИМ И ПРИЧЁСКИ Скандал - Джокер - Джуди - Ирландец - Меня зовут Долемайт - Однажды в… Голливуде - Рокетмен |
| ЛУЧШИЕ ВИЗУАЛЬНЫЕ ЭФФЕКТЫ Мстители: Финал - 1917 - Ford против Ferrari - Аэронавты - Ирландец - К звёздам - Король Лев | ЛУЧШАЯ МУЗЫКА К ФИЛЬМУ Хильдур Гуднадоуттир — «Джокер» - Александр Деспла — «Маленькие женщины» - Рэнди Ньюман — «Брачная история» - Томас Ньюман — «1917» - Робби Робертсон — «Ирландец» - Майкл Эбелс — «Мы» |
| ЛУЧШАЯ ПЕСНЯ К ФИЛЬМУ «Glasgow (No Place Like Home)» — «Дикая Роза» и «(I’m Gonna) Love Me Again» — «Рокетмен» - «I'm Standing With You» — «Прорыв» - «Into the Unknown» — «Холодное сердце 2» - «Speechless» — «Аладдин» - «Spirit» — «Король Лев» - «Stand up» — «Гарриет» | |

### СЕРИАЛЫ
| ЛУЧШИЙ ДРАМАТИЧЕСКИЙ СЕРИАЛ Наследники - Дэвид становится мужчиной - Игра престолов - Корона - Поза - Хорошая борьба - Хранители - Это мы | |
| ЛУЧШАЯ МУЖСКАЯ РОЛЬ В ДРАМАТИЧЕСКОМ СЕРИАЛЕ Джереми Стронг — «Наследники» - Стерлинг К. Браун — «Это мы» - Пол Джаматти — «Миллиарды» - Майк Колтер — «Зло» - Тобайас Мензис — «Корона» - Билли Портер — «Поза» - Фредди Хаймор — «Хороший доктор» - Кит Харрингтон — «Игра престолов»                                           | ЛУЧШАЯ ЖЕНСКАЯ РОЛЬ В ДРАМАТИЧЕСКОМ СЕРИАЛЕ Реджина Кинг — «Хранители» - Кристин Барански — «Хорошая борьба» - Зендея — «Эйфория» - Оливия Колман — «Корона» - Джоди Комер — «Убивая Еву» - Николь Кидман — «Большая маленькая ложь» - Микаэла Джей Родригес — «Поза» - Сара Снук — «Наследники»                                                   |
| ЛУЧШАЯ МУЖСКАЯ РОЛЬ ВТОРОГО ПЛАНА В ДРАМАТИЧЕСКОМ СЕРИАЛЕ Билли Крудап — «Утреннее шоу» - Асанте Блэк — «Это мы» - Азия Кейт Диллон — «Миллиарды» - Питер Динклэйдж — «Игра престолов» - Делрой Линдо — «Хорошая борьба» - Тим Блейк Нельсон — «Хранители» - Джастин Хартли — «Это мы»                                           | ЛУЧШАЯ ЖЕНСКАЯ РОЛЬ ВТОРОГО ПЛАНА В ДРАМАТИЧЕСКОМ СЕРИАЛЕ Джин Смарт — «Хранители» - Лора Дерн — «Большая маленькая ложь» - Хелена Бонем Картер — «Корона» - Гвендолин Кристи — «Игра престолов» - Одра МакДональд — «Хорошая борьба» - Мэрил Стрип — «Большая маленькая ложь» - Сьюзэн Келечи Уотсон — «Это мы»                                   |
| ЛУЧШИЙ КОМЕДИЙНЫЙ СЕРИАЛ Дрянь - 4лен - Барри - Живём сегодняшним днём - Мамаша - Удивительная миссис Мейзел - Шиттс Крик | |
| ЛУЧШАЯ МУЖСКАЯ РОЛЬ В КОМЕДИЙНОМ СЕРИАЛЕ Билл Хейдер — «Барри» - Тед Дэнсон — «В лучшем мире» - Уолтон Гоггинс — «Единорог» - Юджин Леви — «Шиттс Крик» - Пол Радд — «Ужиться с самим собой» - Башир Салахуддин — «Шоу Шермана» - Рами Юссеф — «Рами»                                                                            | ЛУЧШАЯ ЖЕНСКАЯ РОЛЬ В КОМЕДИЙНОМ СЕРИАЛЕ Фиби Уоллер-Бридж — «Дрянь» - Элисон Бри — «Блеск» - Рэйчел Броснахэн — «Удивительная миссис Мейзел» - Кирстен Данст — «Как стать богом в центральной Флориде» - Эллисон Дженни — «Мамаша» - Джулия Луи-Дрейфус — «Вице-президент» - Кристина Эпплгейт — «Прощай навсегда» - Кэтрин О'Хара — «Шиттс Крик» |
| ЛУЧШАЯ МУЖСКАЯ РОЛЬ ВТОРОГО ПЛАНА В КОМЕДИЙНОМ СЕРИАЛЕ Эндрю Скотт — «Дрянь» - Андре Брауэр — «Бруклин 9-9» - Энтони Кэрриган — «Барри» - Дэн Леви — «Шиттс Крик» - Нико Сантос — «Супермаркет» - Уильям Джексон Харпер — «В лучшем мире» - Генри Уинклер — «Барри»                                                              | ЛУЧШАЯ ЖЕНСКАЯ РОЛЬ ВТОРОГО ПЛАНА В КОМЕДИЙНОМ СЕРИАЛЕ Алекс Борштейн — «Удивительная миссис Мейзел» - Бетти Гилпин — «Блеск» - Д'Арси Карден — «В лучшем мире» - Шан Клиффорд — «Дрянь» - Энни Мерфи — «Шиттс Крик» - Рита Морено — «Живём сегодняшним днём» - Молли Шеннон — «Другие двое»                                                       |
| ЛУЧШИЙ МИНИ-СЕРИАЛ Когда они нас увидят - Годы - Невозможно поверить - Самый громкий голос - Уловка-22 - Фосси/Вердон - Чернобыль | ЛУЧШИЙ ТЕЛЕВИЗИОННЫЙ ФИЛЬМ El Camino: Во все тяжкие - Брексит - Дэдвуд - Остров Гуава - Пэтси и Лоретта - Сын Америки |
| ЛУЧШАЯ МУЖСКАЯ РОЛЬ В МИНИ-СЕРИАЛЕ ИЛИ ТЕЛЕВИЗИОННОМ ФИЛЬМЕ Джаррель Джером — «Когда они нас увидят» - Махершала Али — «Настоящий детектив» - Рассел Кроу — «Самый громкий голос» - Сэм Рокуэлл — «Фосси/Вердон» - Ноа Уайли — «Красная линия» - Джаред Харрис — «Чернобыль» - Кристофер Эббот — «Уловка-22»                     | ЛУЧШАЯ ЖЕНСКАЯ РОЛЬ В МИНИ-СЕРИАЛЕ ИЛИ ТЕЛЕВИЗИОННОМ ФИЛЬМЕ Мишель Уильямс — «Фосси/Вердон» - Кейтлин Дивер — «Невозможно поверить» - Джои Кинг — «Притворство» - Джесси Мюллер — «Пэтси и Лоретта» - Меган Хилти — «Пэтси и Лоретта» - Энн Хэтэуэй — «Современная любовь» - Мэрритт Уивер — «Невозможно поверить»                                 |
| ЛУЧШАЯ МУЖСКАЯ РОЛЬ ВТОРОГО ПЛАНА В МИНИ-СЕРИАЛЕ ИЛИ ТЕЛЕВИЗИОННОМ ФИЛЬМЕ Стеллан Скарсгард — «Чернобыль» - Асанте Блэк — «Когда они нас увидят» - Джордж Клуни — «Уловка-22» - Джон Легуизамо — «Когда они нас увидят» - Дев Патель — «Современная любовь» - Джесси Племонс — «El Camino: Во все тяжкие» - Рассел Тови — «Годы» | ЛУЧШАЯ ЖЕНСКАЯ РОЛЬ ВТОРОГО ПЛАНА В МИНИ-СЕРИАЛЕ ИЛИ ТЕЛЕВИЗИОННОМ ФИЛЬМЕ Тони Коллетт — «Невозможно поверить» - Патриша Аркетт — «Притворство» - Марша Стефани Блейк — «Когда они нас увидят» - Маргарет Куолли — «Фосси/Вердон» - Ниси Нэш — «Когда они нас увидят» - Эмма Томпсон — «Годы» - Эмили Уотсон — «Чернобыль»                         |

### Специальная награда
Эдди Мёрфи
Кристен Белл

## Список лауреатов и номинаций
| Номинации | Фильм                        |
| --------- | ---------------------------- |
| 14        | Ирландец                     |
| 12        | Однажды в… Голливуде         |
| 9         | Маленькие женщины            |
| 8         | 1917                         |
| 8         | Брачная история              |
| 7         | Кролик Джоджо                |
| 7         | Джокер                       |
| 7         | Паразиты                     |
| 5         | Ford против Ferrari          |
| 4         | Скандал                      |
| 4         | Меня зовут Долемайт          |
| 4         | Прощание                     |
| 4         | Неогранённые драгоценности   |
| 4         | Мы                           |
| 3         | Мстители: Финал              |
| 3         | Достать ножи                 |
| 3         | Рокетмен                     |
| 2         | К звёздам                    |
| 2         | Прекрасный день по соседству |
| 2         | Аббатство Даунтон            |
| 2         | Холодное сердце 2            |
| 2         | Гарриет                      |
| 2         | Джуди                        |
| 2         | Маяк                         |
| 2         | Король Лев                   |
| 2         | Боль и слава                 |
| 2         | Два Папы                     |

| Награды | Фильм                |
| ------- | -------------------- |
| 4       | Однажды в… Голливуде |
| 3       | 1917                 |
| 2       | Джокер               |
| 2       | Меня зовут Долемайт  |
| 2       | Мстители: Финал      |
| 2       | Паразиты             |

| Номинации | Сериал / Телевизионный фильм |
| --------- | ---------------------------- |
| 6         | Когда они нас увидят         |
| 5         | Шиттс Крик                   |
| 5         | Это мы                       |
| 4         | Барри                        |
| 4         | Дрянь                        |
| 4         | Игра престолов               |
| 4         | Корона                       |
| 4         | Невозможно поверить          |
| 4         | Фосси/Вердон                 |
| 4         | Хорошая борьба               |
| 4         | Хранители                    |
| 4         | Чернобыль                    |
| 3         | Большая маленькая ложь       |
| 3         | В лучшем мире                |
| 3         | Годы                         |
| 3         | Наследники                   |
| 3         | Поза                         |
| 3         | Пэтси и Лоретта              |
| 3         | Удивительная миссис Мейзел   |
| 3         | Уловка-22                    |
| 2         | El Camino: Во все тяжкие     |
| 2         | Блеск                        |
| 2         | Живём сегодняшним днём       |
| 2         | Миллиарды                    |
| 2         | Притворство                  |
| 2         | Самый громкий голос          |
| 2         | Современная любовь           |

| Награды | Сериал / Телевизионный фильм |
| ------- | ---------------------------- |
| 3       | Дрянь                        |
| 2       | Когда они нас увидят         |
| 2       | Наследники                   |
| 2       | Хранители                    |